# Сан Антонио (Сан Хуан Јукуита)
Сан Антонио (шп. San Antonio) насеље је у Мексику у савезној држави Оахака у општини Сан Хуан Јукуита. Насеље се налази на надморској висини од 2080 м.

## Становништво
Према подацима из 2010. године у насељу је живело 11 становника.

### Хронологија
| Година       | 2000       | 2005         | 2010 |
| ------------ | ---------- | ------------ | ---- |
| Становништво | 14 (6 / 8) | 30 (14 / 16) | 11   |

### Попис
| # | Индикатор                     | Вредност |
| - | ----------------------------- | -------- |
| 1 | Укупно домаћинстава           | 6        |
| 2 | Укупно насељених домаћинстава | 2        |
| 3 | Величина локације             | 1        |